# Орлов, Александр Валерьевич
Алекса́ндр Вале́рьевич Орло́в (род. 23 февраля 1981) — российский легкоатлет, специалист по бегу на средние и длинные дистанции. Выступал за сборную России по лёгкой атлетике в 2000-х годах, робедитель и призёр первенств всероссийского значения, участник ряда крупных международных стартов. Представлял Москву и физкультурно-спортивное общество «Динамо». Мастер спорта России международного класса.

## Биография
Александр Орлов родился 23 февраля 1981 года.
Занимался лёгкой атлетикой в Москве под руководством тренеров А. В. Трошина и С. А. Осипова, выступал за физкультурно-спортивное общество «Динамо».
Впервые заявил о себе на международном уровне в сезоне 2000 года, когда вошёл в состав российской национальной сборной и выступил на чемпионате мира по кроссу в Виламуре, где в юниорском забеге на 8 км занял итоговое 53-е место.
В 2004 году уже как взрослый спортсмен участвовал в кроссовом чемпионате мира в Брюсселе, в забеге на 4 км финишировал на 92-й позиции.
В 2006 году стал серебряным призёром в беге на 5000 метров на чемпионате России в Туле, уступив на финише лишь Сергею Иванову из Чувашии.
В 2007 году в дисциплине 5000 метров стал третьим на Кубке Европы в Мюнхене, одержал победу на чемпионате России в Туле.
В 2009 году на зимнем чемпионате России в Москве дважды поднимался на верхнюю ступень пьедестала почёта — был лучшим на дистанциях 3000 и 5000 метров. Бежал 3000 метров на чемпионате Европы в помещении в Турине. На летнем чемпионате России в Чебоксарах так же превзошёл всех соперников в беге на 5000 метров.
В 2010 году на зимнем чемпионате России в Москве вновь выиграл дистанции 3000 и 5000 метров, ещё одну золотую награду в 5000-метровой дисциплине получил на летнем чемпионате России в Чебоксарах. Участвовал в чемпионате Европы в Барселоне — в финале бега на 5000 метров показал результат 13:58,69, расположившись в итоговом протоколе соревнований на 11-й строке.
На чемпионате России 2011 года в Чебоксарах выиграл серебряную медаль в беге на 5000 метров, пропустив вперёд Андрея Сафронова из Башкортостана.
За выдающиеся спортивные достижения удостоен почётного звания «Мастер спорта России международного класса».